# Jean Echenoz

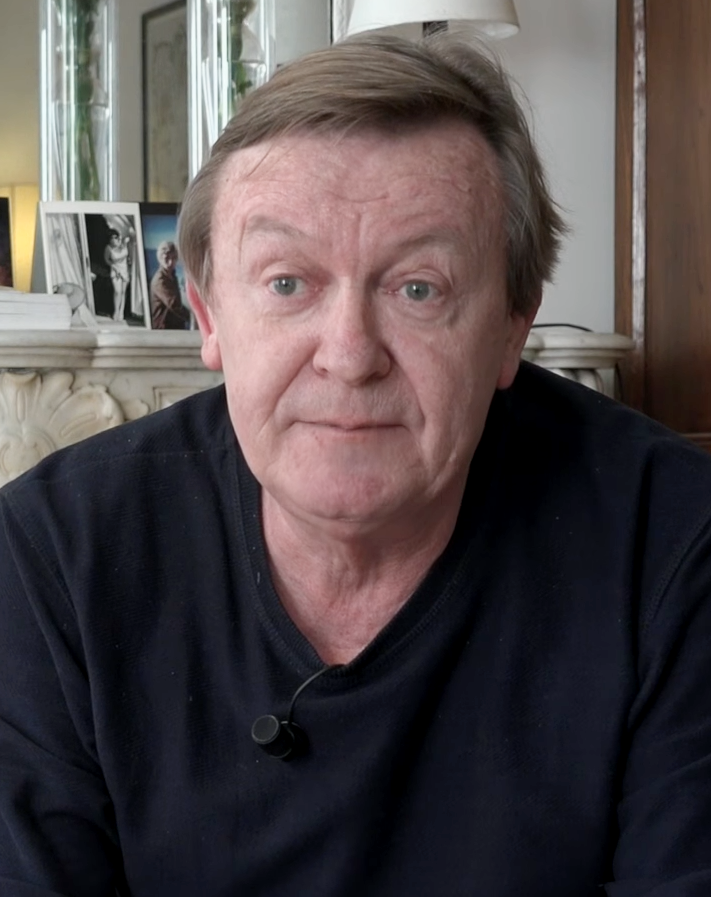
Jean Echenoz (2016)

Jean Echenoz (* 26. Dezember 1947 in Orange) ist ein französischer Schriftsteller.

## Leben und Wirken
Jean Echenoz ist der Sohn eines Psychiaters und wuchs im Département Aveyron auf. Er studierte Soziologie und ließ sich 1970 in Paris nieder. International bekannt wurde er durch seinen Roman Ich gehe jetzt, für den er 1999 mit dem Prix Goncourt ausgezeichnet wurde. Sein Roman Cherokee erhielt den Prix Médicis und darüber hinaus zahlreiche weitere Literaturpreise. 2016 wurde er mit dem Preis der Bibliothèque nationale de France ausgezeichnet.
Echenoz lebt in Paris und war mit der deutschen Autorin und Übersetzerin Anne Weber verheiratet.

## Werke
- Le Méridien de Greenwich, 1979. Übersetzt von Christiane Baumann und Gisela Lerch: Das Puzzle des Byron Caine. Manholt, Bremen 1987, ISBN 3-924903-62-X
- Cherokee, 1983. Übersetzt von Eugen Helmlé: Cherokee. Klett-Cotta, Stuttgart 1988, ISBN 3-608-95389-2
- L'Équipée malaise, 1986. Übersetzt von Eugen Helmlé: Ein malaysischer Aufruhr. Klett-Cotta, Stuttgart 1989, ISBN 3-608-95546-1
- Lac, 1989. Übersetzt von Christiane Baumann und Gisela Lerch: See. Klett-Cotta, Stuttgart 1992, ISBN 3-608-95361-2
- Nous trois, 1992
- Les Grandes Blondes, 1995. Übersetzt von Hinrich Schmidt-Henkel: Die grossen Blondinen. Roman. Berlin Verlag, Berlin 2002, ISBN 3-8270-0422-5
- Un an, 1997. Übersetzt von Hinrich Schmidt-Henkel: Ein Jahr. Roman, Berlin Verlag, 2005, ISBN 3-8270-0368-7
- Je m'en vais, 1999. Übersetzt von Hinrich Schmidt-Henkel: Ich gehe jetzt. Roman. Berlin Verlag, 2000, ISBN 3-8270-0367-9
- Jérôme Lindon, 2001
- Au piano, 2002. Übersetzt von Hinrich Schmidt-Henkel: Am Piano. Roman. Berlin Verlag, 2004, ISBN 3-8270-0532-9
- Ravel, 2006. Übersetzt von Hinrich Schmidt-Henkel: Ravel. Roman. Berlin Verlag, 2007, ISBN 978-3-8270-0693-6
- Courir, 2008. Übersetzt von Hinrich Schmidt-Henkel: Laufen. Roman. Berlin Verlag, 2009, ISBN 978-3-8270-0863-3
- Des éclairs, 2010. Übersetzt von Hinrich Schmidt-Henkel: Blitze. Roman. Berlin Verlag, 2012, ISBN 978-3-8270-1038-4
- 14, 2012. Übersetzt von Hinrich Schmidt-Henkel: 14. Roman. Hanser, Berlin 2014, ISBN 978-3-446-24500-6
- Caprice de la reine, 2014. Übersetzt von Hinrich Schmidt-Henkel: Die Caprice der Königin. Hanser, Berlin 2016, ISBN 978-3-446-25072-7
- Envoyée spéciale, 2016. Übersetzt Hinrich Schmidt-Henkel: Unsere Frau in Pjöngjang. Hanser, Berlin 2017, ISBN 978-3-446-25679-8
- Vie de Gérard Fulmard, 2020.
- Les éclairs. Opernlibretto auf Basis seines Romans Des éclairs, vertont von Philippe Hersant. Uraufführung am 2. November 2021 in der Opéra-Comique, Paris.
- Bristol, 2025.